# Chris Gerolmo
Chris Gerolmo est un compositeur, réalisateur et scénariste américain.

## Biographie
Il devient connu pour le scénario de Mississippi Burning d'Alan Parker.
Il a reçu un prix Edgar-Allan-Poe en 1995 pour le téléfilm Citizen X.

## Filmographie

### Comme réalisateur
- 2005 : Over There (série télévisée) (1 épisode) & Steven Bochco avec  Erik Palladino, Josh Henderson
- 1999 : The Witness (1999) (court métrage) avec Gary Sinise & Elijah Wood
- 1995 : Citizen X (tv) avec Donald Sutherland, Max von Sydow, Jeffrey DeMunn

### Comme compositeur
- 2005 : Over There (série télévisée)

### Comme scénariste
- 1988 : Miles from Home (Rien à perdre) de Gary Sinise
- 1988 : Mississippi Burning d'Alan Parker
- 2019 : Above Suspicion de Phillip Noyce

## Distinctions

### Récompenses
- 1995 : Sitges - Catalonian International Film Festival
  - Best Director, Citizen X (1995)
  - Best Film, Citizen X (1995)
- 1996 : Writers Guild of America, USA, Citizen X (1995) (TV)
- 1996 : Prix Edgar-Allan-Poe, Citizen X (1995)

### Sélections
- 1989 : Golden Globes, USA (Best Screenplay - Motion Picture) : "Mississippi Burning" (1988)
- 1995 : CableACE Awards, "Citizen X" (1995)
- 1995 : Emmy Awards, "Citizen X" (1995)
- 2006 : Emmy Awards, "Over There" (2005)